# Hallucigenia
A Hallucigenia a Burgess-pala faunájából leírt nem a karmos féreglábúak törzséből. Helyes besorolása sokáig nem történt meg. Az első megtalált példányon két sor tüskét és egy sor csápot írtak le. Rekonstruálója, Conway Morris a két sor tüskére állította és a csápokat háti csápsornak gondolta. A háti csápok üregesek voltak, így azt feltételezték, hogy mindegyik önállóan csatlakozott a bélcsatornához és szájként szolgált.
Ez a testfelépítés teljesen egyedi volt, így önálló törzsbe sorolták. Egy időben felmerült, hogy esetleg nem is önálló állat, hanem valamilyen nagyobb lény függeléke. A kínai Chengjiang-faunában további példányok (a H. fortis fajból, jelenleg már 109 lelete ismert) megtalálásával tisztázódott, hogy az állat két sor tüskéje a hátoldalon helyezkedett el, azokkal sosem sétálhatott a tengerfenéken. Ehelyett az állat védelmét szolgálták – közvetett bizonyítékként a ragadozók jelenlétére. Az egy sornyi csápnak gondolt képletek pedig az egyik oldali lábai, a lábkészlet fele lekopott és elveszett a fosszíliából. A lábak azért üregesek, mert a testfolyadékok mozgatják, keringési rendszere pedig nincsen. Az továbbra is igaznak tűnik, hogy bélcsatornája több helyen elágazik, de nem tudni, hogy a nyúlványok kapcsolatban voltak-e a külvilággal. A helyesen ábrázolt Hallucigenia már feltűnő hasonlóságot mutat a karmos féreglábúakkal, de közelebbi rokonsága még ismeretlen, illetve meghatározatlan. Több olyan féregszerű lényt találtak már, amelyek háti oldalán lemezek voltak, egyes lemezek tüskeszerű nyúlványokat, búbokat is hordanak. Ők lehettek a Hallucigenia kortárs rokonai. Talán a bársonyférgek a legközelebbi mai rokonaik.
A Hallucigenia a kambrium idején élt. Kevesebb, mint három milliméter hosszú, így a Burgess-fauna egyik legkisebb lénye. Az egyik végén kerek „fej” található. Törzse hengeres, hét pár tüskét hordoz, amelyek felfelé és kifelé állnak. A tüskék kúp alakúak, a törzsbe ágyazódnak és az ismert karmos féreglábúak között nagyon hosszúnak számítanak. Minden pár tüske alatt egy pár láb van. 2002-ben Desmond Collins felvetette, hogy nemi kétalakúság is tapasztalható, szerinte a nagyobb fejű, erősebb testű példányok hímneműek.
- A Hallucigenia első, hibás rekonstrukciója
- A Hallucigenia helyes rekonstrukciója
- Hallucigenia sparsa rekonstrukciója